# 石羔街道
石羔镇，是中华人民共和国湖南省湘西土家族苗族自治州龙山县下辖的一个乡镇级行政单位。

## 行政区划
石羔镇下辖以下地区：
石羔村、石羔社区、正南村、中南村、十字村、永兴村、白泥村、桃红村、苦竹村、包家垅村、猛洞村、兴堡村、尧坪村、四坪村、甘壁村和冲天村。